# Боляк
Боля́к (удм. бӧляк «община») — общество по изучению удмуртской культуры. Существовало в период с 30 ноября 1922 года по 1928 год. Ликвидировано в связи с обвинением руководителей в национализме и стремлении отделиться от СССР.

## История создания
Революционный подъём начала XX века вызвал рост национально-освободительного движения, пробудил национальное самосознание наиболее передовых представителей народа. Касалось это в том числе и удмуртского народа. Выражалось это в призыве к изучению истории, культуры и быта удмуртов, постановки всего этого на научную основу, поскольку никакого научного учреждения в Удмуртии ни в царские, ни в первые годы советской власти не было. Научное изучение удмуртов было в основном уделом энтузиастов.
Известные историки, археологи и этнографы Вятского края начали обращаться к истории и этнографии удмуртов во второй половине XIX века: Н. Г. Первухин, В. Кошурников, А. А. Спицын, П. Н. Луппов, Н. Никольский. В начале XX в. начинает формироваться первый отряд удмуртской интеллигенции. Складываются центры удмуртской культуры в Казани, Вятке, где сосредоточились ведущие интеллигентные силы удмуртского народа. Большой вклад в изучение удмуртской культуры внесли: Н. Н. Блинов, Г. Е. Верещагин, И. В. Яковлев, И. С. Михеев. Однако их труды были известны лишь узкому кругу специалистов и не находили применения в жизни. Школа да и вся российская действительность продолжала воспитывать у удмуртов негативное, презрительное отношение к своему происхождению, своей культуре.
I областной съезд Советов (июль 1921 г.) связал необходимость изучения удмуртов с задачами социалистического строительства.
Для организации научной работы нужны были квалифицированные специалисты. Удмуртов же с высшим образованием насчитывалось единицы. В условиях Удмуртии создать широкую систему профессионального образования в тот период было невозможно. Подготовка национальных кадров специалистов высшей квалификации осуществлялась в вузах городов РСФСР. В 1923 г. только в Москве обучалось уже 63 удмурта. В 1926—1927 гг. в вузах РСФСР обучалось 133 студента-удмурта.
Именно среди студентов-удмуртов центральных вузов страны и было создано научное общество по изучению удмуртской культуры. Оно заявило о себе впервые 30 ноября 1922 г. небольшой заметкой в газете «Ижевская правда», которая извещала об организации в Москве общества по изучению вотской культуры «Боляк».
Инициатором создания общества был К. Герд (К. П. Чайников) — студент литературного института им. В. Я. Брюсова, известный удмуртский поэт, учёный и педагог. В удмуртском языке слово «боляк» имеет много значений. Его можно перевести как сосед (соседский) либо как родня, родственник (родственный). Имелась в виду соседская община (бускель) — основная социальная ячейка удмуртов, где важным моментом при организации труда была родственная взаимопомощь. Таким образом, общество «Боляк» предполагало объединение удмуртского народа на родственных началах для поддержки и взаимопомощи.

## Деятельность общества
Цели общества были определены так:
1. всестороннее изучение быта, экономики, истории, общественного движения и культуры вотяков;
2. организация и расширение исследовательской работы среди вотяков;
3. собирание и печатание литературы о вотяках[3].

Устав общества указывал основные пути достижения поставленной цели:
1. объединение всех удмуртских культурных сил в Москве,
2. организация научных экспедиций,
3. созыв конференций и совещаний научных и практических работников,
4. издание научных трудов,
5. организация своих отделений и т. п.

Во главе общества стояло правление, избираемое на его общих собраниях. Средства общества слагались из членских взносов общества, субсидий государственных и общественных учреждений, доходов от продажи изданий, устройства концертов, публичных лекций.
Первоначально общество состояло из 48 членов в Москве и 50 в филиалах.
Членов общества интересовал широкий круг вопросов: удмуртский язык и литература, религия и быт, положение удмуртской женщины и воспитание детей, экономика Вотобласти и просвещение удмуртов, удмуртский фольклор и т. д.
По мере накопления опыта совершенствовалась не только сама работа, всё более расширялись её масштабы. Появились филиалы общества в Ленинграде, Ижевске, Глазове, Вятке, Казани, Шаркане.
Основной формой работы была подготовка научных докладов и обсуждение их на общих собраниях членов общества. Для расширения круга изучаемых проблем и для более углублённой их проработки при обществе было создано несколько секций.
Члены общества установили связи с родственными народами. В конце 1925 г. в Москве было создано Объединение финно-угорских научных обществ, куда вошли «Боляк», коми научный кружок, научные работники мордвы, эстонское научное общество, общество «ЛОИКФУН».
Члены общества внимательно изучали опыт работы других краеведческих организаций, особенно в Финляндии и Прибалтике, были знакомы с некоторыми финскими и эстонскими учёными, пытались организовать поездку в Финляндию.
Расцвет деятельности организации пришёлся на 20-е гг. За короткий срок его членам удалось сделать очень многое: значительно увеличились масштабы её деятельности; созданы филиалы во многих городах в Удмуртии и за её пределами; было положено начало археологическому, политическому, этнографическому и экономическому изучению края.
Общество «Боляк» активно сотрудничало с обществом «Черкасы» (подробностей не известно).

## Ликвидация общества
В конце 1925 г. начались первые трудности. Из удмуртского облисполкома К. Герду было направлено письмо с грозным требованием вернуться на работу в Удмуртию или возвратить 1 тыс. рублей, выплаченную в качестве стипендии. 20 января 1925 г. на заседании правления Казанского филиала «Боляк» был исключён из общества известный удмуртский просветитель И. С. Михеев.
Обвинение руководителей общества в национальной ограниченности, отсутствии классового подхода не могло не сказаться и на отношении к самому обществу.
В стране в это время началась борьба с буржуазным национализмом, в котором огульно обвинялись представители национальной интеллигенции и все те, кто интересовался национальной культурой и ратовал за её подъём. Краеведческое движение шло на убыль. В 1928 г. общество «Боляк» было ликвидировано.
В 1932—1933 гг. органы главного политического управления Нижегородского края сфабриковали широко известное дело «СОФИН».
Название дела происходит от слов «Союз освобождения финских народностей». В мае 1933 г. было утверждено обвинительное заключение. Суду предавались 28 человек, а по отдельным делам, имевшим отношение к «СОФИНу», ещё три человека.Проходившие по этому делу обвинялись в совершении контрреволюционных преступлений:
- сношения в контрреволюционных целях с иностранным государством или отдельными его представителями;
- шпионаж;
- совершение террористических актов;
- всякая организационная деятельность, направленная к подготовке и совершению контрреволюционных преступлений и т. д.

Больше всех пунктов обвинения предъявлено К. Герду, К. Яковлеву, И. Бурдюкову. Кузебай Герд и Трофим Борисов обвинялись также в шпионаже.

## Значение общества «Боляк»
За короткие 6 лет существования общества «Боляк», единственного общества по изучению удмуртской культуры, была проделана колоссальная работа. Её члены первыми приступили к изучению истории формирования удмуртской интеллигенции, систематическому изучению пропаганде истории удмуртов, завязали тесные отношения с родственными организациями. Создание подобного общества имело огромное значение для дальнейшей судьбы удмуртского народа.